# 쓰루도마리역
쓰루도마리역(일본어: 鶴泊駅)은 일본 아오모리현 기타쓰가루군 쓰루타정에 위치한 동일본 여객철도 고노 선의 철도역이다. 단선 승강장 1면 1선의 구조를 갖춘 지상역이다.

## 이용 현황
| 승차 인원 추이 | 승차 인원 추이 |
| 연도           | 1일 평균       |
| -------------- | -------------- |
| 2000           | 91             |
| 2001           | 88             |
| 2002           | 87             |
| 2003           | 80             |
| 2004           | 67             |
| 2005           | 58             |
| 2006           | 58             |
| 2007           | 60             |
| 2008           | 56             |
| 2009           | 54             |
| 2010           | 52             |
| 2011           | 46             |
| 2012           | 47             |
| 2013           | 50             |
| 2014           | 42             |

## 역 주변
- 국도 제339호선

## 역사
- 1918년 9월 25일 : 개업.
- 1971년 10월 1일 : 역 무인화.
- 1987년 4월 1일 : 일본국유철도 분할 민영화에 의해, 동일본 여객철도가 승계.
- 2015년 3월 31일 : 이 날을 기점으로, 간이 위탁에 의한 승차권 발매가 종료.

## 인접 역
| 동일본 여객철도 고노 선      | 동일본 여객철도 고노 선 | 동일본 여객철도 고노 선 |
| ---------------------------- | ----------------------- | ----------------------- |
| 무쓰쓰루다 히가시노시로 방면 | 고노 선                 | 이타야나기 가와베 방면  |